# Эпсилон Стрелы
Эпсилон Стрелы (лат. ε Sagittae) — одиночная жёлтая звезда в созвездии Стрелы. Обладает видимой звёздной величиной от +5,64 до +5,67, слабо видна невооружённым глазом в тёмную ночь. Это переменная звезда с малой амплитудой блеска, около 0,03 звёздной величины. На основе годичного параллакса, равного 5,60 мсд, получена оценка расстояния, равная 580 световым годам. На таком расстоянии видимая звёздная величина объекта возрастает вследствие воздействия межзвёздной среды на 0,1.
Это звезда на поздней стадии эволюции, принадлежит к спектральному классу G, является гигантом, в рамках спектральной классификации относится к классу G8 IIIvar, где обозначение 'var' показывает переменность. Возраст звезды составляет около 331 млн лет, а масса втрое превышает массу Солнца. Светимость составляет около 185 светимостей Солнца, а эффективная температура фотосферы равна 4966 K.
Эпсилон Стрелы является оптической двойной звездой, объект-компаньон обладает видимой звёздной величиной 8,35, находится на угловом расстоянии около 87,3 секунд дуги при позиционном угле 82° по состоянию на 2013 год. Объект-компаньон представляет собой гораздо более далёкую звезду-гигант, находящуюся на расстоянии 7000 световых лет от Солнца, обладающую светимостью 1800 светимостей Солнца.